# Paul Davies (Snookerspieler)
Paul Davies (* 22. Juni 1970 in Newtown, Montgomeryshire) ist ein walisischer Snookerspieler, der von 1991 bis 2011 Profispieler war. In dieser Zeit erreichte er Rang 35 der Snookerweltrangliste.

## Karriere
Davies wurde 1970 im walisischen Newtown im damaligen Montgomeryshire nahe der englischen Grenze geboren. Ab Mitte der 1980er-Jahre nahm er regelmäßig und recht erfolgreich an wichtigen britischen Amateurturnieren teil. Während er bei der walisischen Meisterschaft nie über das Viertelfinale hinauskam, unterlag er 1990 im Halbfinale der English Amateur Championship dem aufstrebenden Ronnie O’Sullivan. Seine bedeutendster Erfolg war die Teilnahme am Endspiel der Pontins Spring Open 1990, das er aber verlor. In Anerkennung seiner Erfolge wurde er 1991 zum Hauptwettbewerb des professionellen World Masters eingeladen. Neben dem Hongkonger Profispieler Franky Chan besiegte er überraschend Ex-Weltmeister Cliff Thorburn. Da gleichzeitig die Profitour für alle Spieler geöffnet wurde, wurde Davies noch im selben Jahr selbst Profispieler.
Trotz der nun hunderten Profispieler war Davies’ erste Saison sehr erfolgreich. Mehrfach kämpfte er sich durch die langen Qualifikationen und stand in den Hauptrunden der Profiturniere. Direkt beim allerersten Turnier, dem Dubai Classic, erreichte er das Halbfinale. Auf der Weltrangliste stieg er direkt auf Platz 48 ein. Damit überholte er sogar Spieler, die bereits seit mehreren Jahren Profispieler waren. Tatsächlich war er der zweiterfolgreichste Neueinsteiger, nach dem späteren Weltmeister Peter Ebdon einen Rang vor ihm. Nachdem er während der folgenden Saison das Viertelfinale der International Open und das Halbfinale der Asian Open erreicht hatte, verbesserte er sich sogar auf Platz 36.
Dieser Aufwärtstrend ging danach zu Ende. In den anschließenden beiden Saisons verlor Davies bei fast allen Turnieren mit Einfluss auf die Weltrangliste (Weltranglistenturniere) früh, nur bei den Welsh Open 1995 kam er bis ins Achtelfinale. Zwar hatte er beim zweiten Event der Strachan Challenge 1994 erstmals das Finale eines Profiturnieres erreicht, doch das Turnier hatte keinen Einfluss auf die Weltrangliste. Davon abgesehen unterlag der Waliser im Endspiel dem Engländer Anthony Hamilton mit 4:9. Binnen dieser zwei Jahre rutschte Davies auf Platz 66 ab. Danach konnte er seine Form aber wieder stabilisieren. Neben dem Viertelfinale der Welsh Open 1997 zog er bei der Benson and Hedges Championship 1997 erneut in ein professionelles Finale ein. Doch erneut verlor er es, und erneut handelte es sich nicht um das Finale eines Ranglistenturnieres. Auf der Weltrangliste hatte er sich trotzdem wieder auf Platz 41 hochgearbeitet. Sicherheitshalber nahm Davis mit einigem Erfolg an der UK Tour 1998/99 teil. Doch auch bei den normalen Profiturnieren war er anschließend weiterhin erfolgreich. Dreimal stand er in einem Achtelfinale, beim China International 1999 zog er erneut in ein Viertelfinale ein. Mitte 2000 belegte er mit Rang 35 die höchste Platzierung seiner Karriere.
Danach verschlechterte sich seine Form deutlich. Nur noch selten konnte er wichtige Spiele gewinnen; erreichte er mal die Hauptrunde eines Turnieres, so handelte es sich meist nur um Turniere ohne Einfluss auf die Weltrangliste. Bis Mitte 2004 war er auf Platz 80 abgerutscht, der Verlust des Profistatus war nicht mehr ausgeschlossen. Doch vereinzelte Hauptrundenteilnahmen bei Ranglistenturnieren während der nächsten Saisons brachten ihm stets die entscheidenden Punkte, um weiter auf der Profitour bleiben zu können. Zum Saisonende war er fortan jeweils knapp in den Top 64 gelistet. Parallel dazu nahm Davies sporadisch an einigen Amateurturnieren teil. So besiegte er 2006 im Finale eines kleinen, eigentlich unbedeutenden Amateurturnieres Ex-Weltmeister Mark Williams. 2008 erreichte er das Achtelfinale des Paul Hunter Classics, 2009 schied er im Achtelfinale der World Games aus.
Diese Form konnte er während der Saison 2008/09 beibehalten, sodass der Waliser sich auf Platz 54 verbesserte. Doch weitere Hauptrundenteilnahmen waren ihm nicht mehr vergönnt, stets verlor er nun in der Qualifikation. Bereits in der Saison 2009/10 hatte er sich erst mit einem Sieg über Joe Jogia in der WM-Qualifikation, dem letzten Turnier jeder Spielzeit, auf den sicheren Platz 64 und damit in eine weitere Saison retten können. In der Saison 2010/11 verbesserte sich seine Form keineswegs, und so zog sich Davies bereits nach gut der Hälfte der Turniere nach der UK Championship 2010 vom Profisnooker zurück. Zum Ende der Spielzeit war er auf Platz 96 der Weltrangliste abgerutscht, womit er seinen Profistatus nach 20 Saisons verlor.
Davies versuchte erst gar nicht, diesen Status wiederzuerlangen. Er verlagerte er sich hauptsächlich auf britische Amateurturniere und vor allem auf die walisische Snooker-Meisterschaft. Hatte er 2012 noch knapp mit 5:6 gegen Elfed Evans im Halbfinale verloren, so stand er 2021 mit 51 Jahren erstmals im Endspiel. Allerdings verlor er das nachträglich für den Jahrgang 2020 ausgetragene Endspiel mit 6:8 gegen Dylan Emery. Erst ab 2020 nahm Davies regelmäßig an der Q School teil, einer Möglichkeit für Amateure, sich für die Profitour zu qualifizieren. Die Qualifikationsplätze verpasste er zwar jeweils, 2021 wurde er aber immerhin zum professionellen Snooker Shoot-Out eingeladen. Seit 2021 nimmt er zudem hin und wieder an den Turnieren der World Seniors Tour teil. Davies lebt im Großraum von Cardiff, je nach Angabe entweder in Cardiff selbst oder im nahe gelegenen Barry.

## Erfolge (Auswahl)
| Ausgang         | Jahr | Turnier                                 | Finalgegner       | Ergebnis |
| --------------- | ---- | --------------------------------------- | ----------------- | -------- |
| Profiturniere   |      |                                         |                   |          |
| Zweiter         | 1994 | Strachan Challenge 1994 – Event 2       | Anthony Hamilton  | 4:9      |
| Zweiter         | 1997 | Benson and Hedges Championship          | Andy Hicks        | 6:9      |
| Amateurturniere |      |                                         |                   |          |
| Zweiter         | 1990 | Pontins Spring Open                     | Tony Rampello     | 7:3      |
| Zweiter         | 1991 | English Amateur Championship – South    | Ronnie O’Sullivan | 2:8      |
| Zweiter         | 2020 | Walisische Snooker-Meisterschaft Anm. 1 | Dylan Emery       | 6:8      |